# Let's Go (reisgidsenserie)
Let's Go is een Amerikaanse serie reisgidsen, met de nadruk op goedkope faciliteiten. 
De serie vindt haar oorsprong in het universitaire leven rond Harvard University. De serie bestond vroeger uit delen voor heel Amerika, heel Europa, en andere werelddelen. Oppervlakkigheid was hiervan het gevolg. Er zijn meer gespecialiseerde delen ontstaan, die zich op een deel van Europa, of zelfs op een afzonderlijk land of afzonderlijke stad richten.